# What Would the Community Think
What Would the Community Think è il terzo album della cantautrice statunitense Chan Marshall, meglio nota con lo pseudonimo di Cat Power.
Citato dalla critica come prova della continua maturazione artistica della musicista americana, il disco segna una trasformazione dal punto di vista stilistico, attraverso l'utilizzo di arrangiamenti più ricercati e con l'esplorazione di nuovi territori sonori che vanno dal country rock, al folk, fino al blues.

## Realizzazione
Pubblicato il 10 settembre del 1996 dall'etichetta Matador Records,, il disco venne registrato all'Easley Studio di Memphis, nel febbraio dello stesso anno, da Steve Shelley e vide nuovamente, come nei due precedenti lavori della Marshall, la presenza del batterista dei Sonic Youth e di Tim Foljahn, chitarrista dei Two Dollar Guitar come musicisti di supporto.
Tutte le tracce vennero composte dalla stessa Cat Power, con la sola eccezione dei brani Bathysphere, scritto da Bill Callahan degli Smog e Fate of the Human Carbine a firma Peter Jefferies.
La copertina dell'album venne creata sempre dalla Marshall, utilizzando una cartolina: "che possedevo da molto tempo e raffigurante questa donna degli anni '70 di New York su cui ho fatto un collage...tagliando il centro del suo viso e mettendoci il mio sopra."
Dall'album venne estratto un singolo, intitolato Nude as the News  che, pubblicato il 12 dicembre 1996, fu anche la prima canzone di Cat Power ad avere un video ufficiale, diretto da Brett Vapnek.

## Tracce
1. In This Hole – 4:59
2. Good Clean Fun – 4:46
3. What Would the Community Think – 4:30
4. Nude as the News – 4:23
5. They Tell Me – 2:53
6. Taking People – 3:25
7. Fate of the Human Carbine (Peter Jefferies) – 2:58
8. King Rides By – 4:03
9. Bathysphere – 3:01 (Bill Callahan)
10. Water & Air – 4:43
11. Enough – 4:25
12. The Coat Is Always On – 3:34

## Singoli
La b-side del singolo è una traccia composta da due differenti brani: Schizophrenia dei Sonic Youth, contenuta originariamente nel loro album Sister (del 1991) e Weighted Down (The Prison Song) scritta da Skip Spence.

### Nude as the News
- UK 7" Matador Records

1. Nude as the News - 4:23
2. Schizophrenia's Weighted Me Down - 2:49

## Musicisti
- Cat Power - voce, chitarra, piano
- Tim Foljahn - chitarra
- Doug Easley - steel guitar
- Davis McCain - moog
- Steve Shelley - batteria, xilofono